# Lijst van voetbalinterlands Letland - Malta
Deze lijst van voetbalinterlands is een overzicht van alle officiële voetbalwedstrijden tussen de nationale teams van Letland en Malta. De landen speelden tot op heden zeven keer tegen elkaar. De eerste ontmoeting, een vriendschappelijke wedstrijd, werd gespeeld in Ta' Qali op 26 mei 1992. Het laatste duel, een groepswedstrijd tijdens de UEFA Nations League 2020/21, vond plaats op 13 oktober 2020 in Riga.

## Wedstrijden
| № | Plaats   | Datum            | Competitie                  | Wedstrijd       | Uitslag |
| - | -------- | ---------------- | --------------------------- | --------------- | ------- |
| 1 | Ta' Qali | 26 mei 1992      | Vriendschappelijk           | Malta – Letland | 1 – 0   |
| 2 | Riga     | 2 juni 1994      | Vriendschappelijk           | Letland – Malta | 2 – 0   |
| 3 | Ta' Qali | 8 februari 1998  | Vriendschappelijk           | Malta – Letland | 2 – 1   |
| 4 | Ta' Qali | 7 september 2010 | EK 2012 kwalificatie        | Malta – Letland | 0 – 2   |
| 5 | Riga     | 7 oktober 2011   | EK 2012 kwalificatie        | Letland – Malta | 2 – 0   |
| 6 | Ta' Qali | 6 september 2020 | UEFA Nations League 2020/21 | Malta − Letland | 1 − 1   |
| 7 | Riga     | 13 oktober 2020  | UEFA Nations League 2020/21 | Letland − Malta | 0 − 1   |

## Samenvatting
| Competitie          | Totaal gespeeld | Winst Letland | Gelijk | Winst Malta | Doelsaldo Letland – Malta |
| ------------------- | --------------- | ------------- | ------ | ----------- | ------------------------- |
| EK-kwalificatie     | 2               | 2             | 0      | 0           | 4 − 0                     |
| UEFA Nations League | 2               | 0             | 1      | 1           | 1 − 2                     |
| Vriendschappelijk   | 3               | 1             | 0      | 2           | 3 − 3                     |
| Totaal              | 7               | 3             | 1      | 3           | 8 − 5                     |

## Details

### Eerste ontmoeting
| |       |         |
| Malta | 1 – 0 | Letland |
| Nicholas Saliba 50' | goals |         |
| - Debuut van Michael Cutajar (Rabat Ajax) en Joseph Sant-Fournier (Sliema Wanderers) voor Malta. - Debuut van Ēriks Grigjans, Jurijs Hudjakovs (beiden FK Kompar), Einārs Gņedojs, Igors Stepanovs (beiden Skonto Riga) en Genādijs Šitiks (KS Granat) voor Letland. |       |         |

### Tweede ontmoeting
|                                                                |       |       |
| Letland                                                        | 2 – 0 | Malta |
| Aivars Drupass 41' Vitalijs Astafjevs 47'                      | goals |       |
| - Debuut van Andrejs Štolcers (FK Olimpija Riga) voor Letland. |       |       |

### Derde ontmoeting
|                                                              |       |                   |
| Malta                                                        | 2 – 1 | Letland           |
| Carmel Busuttil 57' Joe Brincat 85'                          | goals | 68' Marian Pahars |
| - Debuut van Aleksejs Volosanovs (FK Dinaburg) voor Letland. |       |                   |

### Vierde ontmoeting
| Malta | 0 – 2 | Letland                                   |
|       | goals | 42' Kaspars Gorkšs 85' Māris Verpakovskis |

### Vijfde ontmoeting
|                                                   |       |       |
| Letland                                           | 2 – 0 | Malta |
| Aleksejs Višņakovs 33' Artjoms Rudņevs 83'        | goals |       |
| - Debuut van Steve Borg (Valletta FC) voor Malta. |       |       |

### Zesde ontmoeting
| |       |                                |
| Malta | 1 – 1 | Letland                        |
| Kyrian Nwoko 15' | goals | 25' (e.d.) Matthew Guillaumier |
| - Debuut van Enrico Pepe (Birkirkara FC) voor Malta. - Debuut van Krišs Kārkliņš (Valmiera) en Raimonds Krollis (FS Metta) voor Letland. |       |                                |

### Zevende ontmoeting
| Letland | 0 – 1 | Malta            |
|         | goals | 90+7' Steve Borg |

LFF · A-internationals · Bondscoaches · Statistieken · Lets vrouwenelftal · Olympisch elftal · Letland U21 · Letland U20 · Letland U19 · Letland U18 · Letland U17 · Letland U16
1922 – 1929 ·
1930 – 1940 ·
1950 – 1989 · 
1990 – 1999 ·
2000 – 2009 ·
2010 – 2019 ·
2020 – 2029
EK 1996 · 
EK 2000 · 
EK 2004 · 
EK 2008 · 
EK 2012
WK 1994 · 
WK 1998 · 
WK 2002 · 
WK 2006 · 
WK 2010 · 
WK 2014
OS 1924
1922 · 
1923 · 
1924 · 
1925 · 
1926 · 
1927 · 
1928 · 
1929 · 
1930 · 
1931 · 
1932 · 
1933 · 
1934 · 
1935 · 
1936 · 
1937 · 
1938 · 
1939 · 
1940 · 
1941 · 
1942 · 
1943 · 1944 · 
1945 · 
1946 · 
1947 · 
1948 · 
1949 · 
1950 – 1990 · 
1991 · 
1992 · 
1993 · 
1994 · 
1995 · 
1996 · 
1997 · 
1998 · 
1999 · 
2000 · 
2001 · 
2002 · 
2003 · 
2004 · 
2005 · 
2006 · 
2007 · 
2008 · 
2009 · 
2010 · 
2011 · 
2012 · 
2013 · 
2014 · 
2015 · 
2016 · 
2017 ·
2018 ·
2019 ·
2020 ·
2021 ·
2022
Albanië ·
Andorra ·
Angola ·
Armenië ·
Azerbeidzjan ·
Bahrein ·
België ·
Bolivia ·
Bosnië en Herzegovina ·
Brazilië ·
Bulgarije ·
China ·
Cyprus ·
Denemarken ·
Duitsland ·
Engeland ·
Estland ·
Faeröer · 
Finland ·
Frankrijk ·
Georgië ·
Ghana ·
Gibraltar ·
Griekenland ·
Honduras ·
Hongarije ·
Ierland ·
IJsland ·
Israël ·
Japan ·
Kazachstan ·
Koeweit ·
Kosovo ·
Kroatië ·
Liechtenstein ·
Litouwen ·
Luxemburg ·
Malta ·
Moldavië ·
Montenegro ·
Nederland ·
Noord-Ierland ·
Noord-Korea ·
Noord-Macedonië ·
Noorwegen ·
Oekraïne ·
Oezbekistan · 
Oman ·
Oostenrijk ·
Polen ·
Portugal ·
Qatar ·
Roemenië · 
Rusland ·
San Marino ·
Saoedi-Arabië ·
Schotland ·
Slovenië ·
Slowakije ·
Spanje ·
Thailand ·
Tsjechië ·
Tunesië ·
Turkije ·
Verenigde Staten ·
Wales ·
Wit-Rusland ·
Zuid-Korea ·
Zweden ·
Zwitserland
Malta Football Association · A-internationals · Bondscoaches · Statistieken · Maltees vrouwenelftal · Malta U21 · Malta U20 · Malta U19 · Malta U18 · Malta U17 · Malta U16
1957 – 1959 ·
1960 – 1969 ·
1970 – 1979 ·
1980 – 1989 ·
1990 – 1999 ·
2000 – 2009 ·
2010 – 2019 ·
2020 − 2029
1957 · 
1958 · 
1959 · 
1960 · 
1961 · 
1962 · 
1963 · 
1964 · 
1965 · 
1966 · 
1967 · 1968 · 
1969 · 
1970 · 
1971 · 
1972 · 
1973 · 
1974 · 
1975 · 
1976 · 
1977 · 
1978 · 
1979 · 
1980 · 
1981 · 
1982 · 
1983 · 
1984 · 
1985 · 
1986 · 
1987 · 
1988 · 
1989 · 
1990 ·
1991 · 
1992 · 
1993 · 
1994 · 
1995 · 
1996 · 
1997 · 
1998 · 
1999 · 
2000 · 
2001 · 
2002 · 
2003 · 
2004 · 
2005 · 
2006 · 
2007 · 
2008 · 
2009 · 
2010 · 
2011 · 
2012 · 
2013 · 
2014 · 
2015 · 
2016 ·
2017 ·
2018 ·
2019 ·
2020 ·
2021 ·
2022
Albanië ·
Algerije ·
Andorra ·
Angola ·
Armenië ·
Azerbeidzjan ·
België ·
Bosnië en Herzegovina · 
Bulgarije ·
Canada ·
Centraal-Afrikaanse Republiek ·
Cyprus ·
DDR ·
Denemarken ·
Duitsland ·
Egypte ·
Engeland ·
Estland ·
Faeröer ·
Finland ·
Frankrijk ·
Gabon ·
Georgië ·
Gibraltar · 
Griekenland ·
Hongarije ·
Ierland ·
IJsland ·
Indonesië ·
Israël ·
Italië ·
Japan ·
Joegoslavië ·
Jordanië ·
Kaapverdië ·
Kazachstan ·
Koeweit ·
Kosovo ·
Kroatië ·
Letland ·
Libanon ·
Libië ·
Liechtenstein ·
Litouwen ·
Luxemburg ·
Moldavië ·
Nederland ·
Noord-Ierland ·
Noord-Macedonië ·
Noorwegen ·
Oekraïne ·
Oostenrijk ·
Polen ·
Portugal ·
Qatar ·
Roemenië ·
Rusland ·
San Marino ·
Schotland ·
Slovenië ·
Slowakije ·
Spanje ·
Thailand ·
Tsjechië ·
Tsjecho-Slowakije ·
Tunesië · 
Turkije · 
Venezuela · 
Verenigde Arabische Emiraten ·
Verenigde Staten ·
Wales ·
Wit-Rusland ·
Zuid-Afrika ·
Zuid-Korea ·
Zweden ·
Zwitserland